# Бенджешть
Бенджешть, Бенджешті (рум. Bengești) — село у повіті Горж в Румунії. Адміністративний центр комуни Бенджешть-Чокадія.
Село розташоване на відстані 210 км на захід від Бухареста, 25 км на схід від Тиргу-Жіу, 84 км на північ від Крайови.

## Населення
За даними перепису населення 2002 року у селі проживали 1566 осіб. Усі жителі села рідною мовою назвали румунську.
Національний склад населення села:
| Національність | Кількість осіб | Відсоток |
| -------------- | -------------- | -------- |
| румуни         | 1233           | 78,7%    |
| цигани         | 333            | 21,3%    |